# Эригайси, Арджун
Арджун Эригайси (род. 3 сентября 2003, Каримнагар, Андхра-Прадеш) — индийский шахматист, гроссмейстер (2018). 5-й гроссмейстер из штатов телугу и 54-й из Индии. Входит в пятерку сильнейших шахматистов мира.

## Биография
Родился в Варангале. Его отец — нейрохирург, а мать — домохозяйка. Он изучал шахматы в Шахматной академии BS в Хунумаконде. Сейчас Арджун живёт в штате Телингана, Индия.
Начал играть в шахматы в возрасте 8 лет со своими друзьями ради развлечения, но позже увлёкся игрой. Когда он начал побеждать в турнирах, отец решил отдать его на обучение.
Арджун Эригайси начал своё обучение шахматам в своём родном городе Варангале под руководством тренера Боллама Сампатха, который научил его основам игры. Он продолжил своё обучение под руководством А. Сударшана, который был из Хайдарабада, но приехал в Варангал только для того, чтобы тренировать его. Когда Арджун и его семья поняли, что у него огромный потенциал в спорте, он переехал в Хайдарабад и продолжил тренировки под руководством Н. Рамараджу, который также является тренером гроссмейстера Харики Дронавалли.
В конце 2022 года Арджун подписал пятилетний спонсорский контракт с сингапурской фирмой Quantbox. Это стало первой спонсорской сделкой Эригайси в его шахматной карьере как профессионального игрока. Согласно пресс-релизу, срок спонсорской помощи составляет пять лет и составляет более 1,5 миллиона долларов.
Эригайси является отчеством, и к игроку следует обращаться по имени Арджун.

## Шахматная карьера

### 2017—2018
Арджун занял второе место в категории до 14 лет на молодёжном чемпионате мира по шахматам 2017 года, ещё будучи мастером ФИДЕ. Он быстро завоевал титул международного мастера в 2017 году, а затем титул гроссмейстера в 2018 году, когда ему было всего 14 лет. Он заработал все три нормы гроссмейстера за четырёхмесячный период с мая по август, прибавив за 2018 год более 150 пунктов рейтинга.
Бронзовый призёр чемпионата Индии 2018 года по блицу.

### 2019
Занял пятое место на личном чемпионате Азии 2019 года по блицу.
В декабре 2023 года занял второе место на Мемориале Гашимова.

### 2022
На шахматной олимпиаде 2022 года, проходившей в индийском Ченнаи, занял 4-е место с командой Индия-1 (состав по доскам, начиная с первой: Пентала Харикришна, Гуджрати Видит Сантош, Арджун Эригайси, Нараянан Сунилдут Лина, Кришнан Сашикиран). В соревновании приняло участие 188 команд со всего мира.
На двадцать восьмом фестивале «Abu Dhabi International Chess Festival — Masters», проходившем в столице ОАЭ городе Абу-Даби, единолично без поражений занял 1-е место с результатом 7,5/9 очков (+6=3-0). Призовой фонд турнира составил 43 750 долларов США.
В круговом турнире по блицу «Tata Steel Chess India» занял 1-е место. В турнире принимало участие 10 гроссмейстеров со средним рейтингом в 2710 пунктов эло. В турнире по быстрым шахматам уступил своему соотечественнику Нихалу Сарину с разницей в 0,5 очка, заняв в итоге 2-е место.
На чемпионате мира по быстрым шахматам, проходящим в городе Алматы (Казахстан), поделил с 4-го по 8-е место, заняв в общем зачёте 5-е итоговое.

### 2023
На турнире «Sharjah Masters», проходящим в городе Шарджа (ОАЭ), единолично занял 1-е место с результатом 6,5/9 (+5=3-1). Призовой фонд турнира составил 65 000 долларов США. В турнире принимало участие 78 гроссмейстеров.
На турнире «Dubai Open» поделил с 1-го по 4-е место, став в итоге 3-м в общем зачёте. В турнире принимало участие 49 международных гроссмейстеров, а призовой фонд составил 52 000 долларов США.
В чемпионате Азии по классическим шахматам, проходящим в городе Алматы (Казахстан), занял 6-е место в общем зачёте, поделив с 2-7 место.
В составе команды «MGD1» занял 3-е место в командном чемпионате мира по быстрым шахматам.
В Катаре на турнире «Qatar Masters» поделил 3-8 место (в итоге 6-е). Призовой фонд турнира составил 110 000 долларов США.
В турнире «FIDE Grand Swiss», проходящим на Острове Мэн, поделил 3-7 место (в итоге 4-е). В турнире за 1-е и 2-е место разыгрывались путёвки в турнир претендентов 2024 года.
На чемпионате мира по блицу, проходящим в городе Самарканд (Узбекистан), поделил 5-8 место (в итоге 6-е). В турнире по быстрым шахматам занял 15-е место.
В круговом турнире «Chennai Grand Masters 2023» поделил 1-е место со своим соотечественником Гукешом Доммараджу. Турнир имел средний рейтинг 2711 пунктов (XIX категория).

### 2024
Занял 1-е место в open-турнире «Menorca Open», проходившем в городе Сьюдадела (Испания). В турнире принимало участие более 40 гроссмейстеров. Призовой фонд турнира составил более 20 000 евро.
Поделил первое место в сильном круговом турнире «TePe Sigeman» (средний рейтинг 2676), который проходил в городе Мальмё (Швеция). По результатам классического турнира вместе с Петром Свидлером и Нодирбеком Абдусатторовым набрал по 4,5 очка. В тай-брейке одержал победу над российским гроссмейстером, но уступил первое место Абдусатторову, оставшись вторым.
В командном чемпионате Франции, выступая за команду «Metz Fischer», показал рейтинг-перформанс 2859, прибавив 9,9 пунктов рейтинга, став четвёртым шахматистом по рейтингу в мире, опередив двукратного участника матча на первенство мира Яна Непомнящего. 
Он принял участие в турнире на выбывание в Лондоне WR Chess Masters Cup 2024. Он победил 9-ти летнюю Бодхану Шиванандан (2:0), Видита Гуджрати (1½:½), Рамешбабу Прагнанандху (1½:½) и в финале одолел в Армагеддоне Вашье-Лаграва (2:1)

### 2025
2 февраля на турнире в Вейк-ан-Зее Арджун победил чемпиона мира Доммараджу Гукеша и стал 119-м членом символического Клуба Михаила Чигорина.

## Изменения рейтинга
| Графики недоступны из-за технических проблем. См. информацию на Фабрикаторе и на mediawiki.org. |